# Constance Delaunay
Pour les articles homonymes, voir Delaunay.
Constance Delaunay est le nom de plume de Gilberte Lambrichs, traductrice, dramaturge, nouvelliste et romancière française, née à Anvers le 23 octobre 1922 et morte à Paris 14e le 11 juillet 2013,,,.

## Biographie
Elle est l'épouse de Georges Lambrichs et la mère de Louise Lambrichs.
Elle a traduit pour les éditions Gallimard, depuis l'allemand, des œuvres de Thomas Bernhard, Max Frisch, Fritz Zorn.

## Œuvres
- Une Mauvaise lecture, nouvelles, Paris, Éditions Gallimard, coll. « Blanche », 1967, 199 p. (BNF 32977473)
- La Donna - Olympe dort, théâtre, Paris, Éditions Gallimard, coll. « Le Manteau d'Arlequin », 1977, 94 p. (BNF 34591850)
- Rose ou la Confidente, Paris, Éditions Gallimard, coll. « Le Manteau d'Arlequin », 1984, 115 p.  (ISBN 2-07-070150-6)
- Les Rideaux, théâtre, Paris, Éditions Gallimard, coll. « Le Manteau d'Arlequin », 1988, 98 p.  (ISBN 2-07-071268-0)
- Leçon de chant, nouvelles, Paris, Éditions Gallimard, coll. « Blanche », 1991, 159 p.  (ISBN 2-07-072365-8)
- Les Éventails de l'impératrice, nouvelles, Paris, Éditions Gallimard, coll. « Blanche », 1994, 189 p.  (ISBN 2-07-073949-X)
- Octavie dans tous ses états, roman, Paris, Éditions Gallimard, coll. « Blanche », 1996, 163 p.  (ISBN 2-07-074363-2)
- Le Portrait, théâtre, Paris, Éditions Gallimard, coll. « Blanche », 1997, 88 p.  (ISBN 2-07-074792-1)
- Qu'est-ce qu'on attend ?, nouvelles, Paris, Éditions Gallimard, coll. « Blanche », 1998, 207 p.  (ISBN 2-07-075383-2)[6] - Prix de la nouvelle de l'Académie Française 1999
- Conversations avec Federmann, roman, Paris, Éditions Gallimard, coll. « Blanche », 1999, 254 p.  (ISBN 2-07-075709-9)
- Autour d'un plat. Menus et propos, Paris, Éditions Gallimard, coll. « Blanche », 2003, 213 p.  (ISBN 2-07-076658-6)[7]
- Sur quel pied danser, nouvelles, Paris, Éditions Gallimard, coll. « Blanche », 2004, 150 p.  (ISBN 2-07-077216-0) - Grand Prix Société des Gens de Lettres de la nouvelle 2004
- La Tsarine, Paris, Éditions Gallimard, coll. « Blanche », 2006, 81 p.  (ISBN 2-07-078126-7)